# (5543) Sharaf
(5543) Sharaf es un asteroide perteneciente al cinturón de asteroides descubierto el 3 de octubre de 1978 por Nikolái Stepánovich Chernyj desde el Observatorio Astrofísico de Crimea (República de Crimea).

## Designación y nombre
Designado provisionalmente como 1978 TW2. Fue nombrado Sharaf en honor a Shafika Gil'mievna Sharaf, experta en mecánica celeste y miembro del personal del Instituto de Astronomía Teórica de 1939 a 1986. Codesarrolló una teoría analítica de Plutón utilizando el método Laplace-Newcomb y determinó nuevos elementos orbitales para el planeta. Más tarde investigó las variaciones seculares de la radiación solar incidente en un área determinada de la superficie de la Tierra causada por las perturbaciones de la órbita de la Tierra.

## Características orbitales
Sharaf está situado a una distancia media del Sol de 2,255 ua, pudiendo alejarse hasta 2,478 ua y acercarse hasta 2,032 ua. Su excentricidad es 0,098 y la inclinación orbital 2,460 grados. Emplea 1237,22 días en completar una órbita alrededor del Sol.

## Características físicas
La magnitud absoluta de Sharaf es 14. Tiene 4,404 km de diámetro y su albedo se estima en 0,251. 